# Emmanuel Pahud
Emmanuel Pahud (født 27. januar 1970 i Geneve) er en fransktalende schweizisk født fløjtenist.
Pahud begyndte i en alder af seks år med tværfløjtespillet. Han blev uddannet heri i Rom, Bruxelles og Paris. I 1990 afsluttede han sine studier ved Conservatoire de Paris, for at fortsætte studierne hos Aurèle Nicolet. Han vandt førstepriser ved de internationale konkurrencer i Duino (1988), Kobe (1989) og Genf (1992). Blandt andre priser er han også blevet udmærket af Yehudi Menuhin-stiftelsen.
I en alder af 22 blev Pahud solofløjtenist ved Berliner Philharmonikerne under Claudio Abbado efter at have spillet i orkestre i Basel og München. Dermed blev Pahud den yngste solomusiker i dette berømte orkester. Efter et 20-måneders afbræk genoptaog Pahud i 2002 denne plads.
Pahud optræder på verdensplan som solist og spiller regelmæssigt kammermusik (ofte med akkompagnetøren Eric Le Sage og klarinettisten Paul Meyer, med hvem han har været medstifter af Musique a l'Emperi Festivals i Frankrig.